# Downside Up
Albums de Siouxsie and the Banshees
Seven Year Itch
(2003) Voices on the Air: The Peel Sessions
(2006)
Downside Up est un coffret de 4 CD de Siouxsie and the Banshees qui réunit les cinquante-et-une Faces-B de singles publiées entre 1978 et 1995, plus l'intégralité du EP The Thorn enregistré en 1984 avec une section de cordes.
On trouve ici plusieurs morceaux importants de la carrière du groupe dont :
- Tattoo, enregistré en 1983, que Tricky a repris par la suite en 1996 sur son album Nearly God [1]. La version originale présente ici, apparaît comme un manifeste pre-trip hop avant l'heure avec une partie des codes du genre (ambiance moîte, voix susurrée, loops et sample de claviers, basses ronronnantes, sons de batterie cotonneux)

- Mittageisen (Metal Postcard), la version de 1979 que Massive Attack a samplé en 1997 sur Superpredators (Metal Postcard) pour la BO du film The Jackal [2].

- Drop Dead/Celebration, morceau à propos duquel la chanteuse Shirley Manson du groupe Garbage a écrit dans la préface de la biographie de Siouxsie publiée en 2003 : « Drop dead/Celebration sonnait comme aucun autre titre que j'avais entendu auparavant. Je me demandais d'où venait ce son !...Ce titre exprimait tout ce que je ressentais à l'intérieur, en tant qu'adolescente. »[3]

- Eve White/Eve Black a été sélectionné par Morrissey en 1997 pour faire patienter son public avant les concerts de son Maladjusted Tour [4].

## Liste des titres des 4 CD

### CD 1 (1978-1982)
1. Voices (on the Air)
2. 20th Century Boy
3. Pulled to Bits
4. Mittageisen (Metal Postard)
5. Drop Dead/Celebration
6. Eve White/Eve Black
7. Red Over White
8. Follow the Sun
9. Snap Dash Snap
10. Supernatural Thing
11. Congo Conga
12. Coal Mind
13. We Fall
14. Cannibal Roses
15. Obsession II
16. A Sleeping Rain
17. Il Est Né Le Divin Enfant

### CD 2 (1983-1987)
1. Tattoo
2. (There's A) Planet in My Kitchen
3. Let Go
4. The Humming Wires
5. I Promise
6. Throw Them to the Lions
7. The Execution
8. The Quarterdrawing of the Dog
9. Lullaby
10. Umbrella
11. Shooting Sun
12. Sleepwalking (On the High Wire)
13. She Cracked
14. She's Cuckoo
15. Something Blue
16. The Whole Price of Blood
17. Mechanical Eyes

### CD 3 (1988-1995)
1. False Face
2. Catwalk
3. Something Wicked (This Way Comes)
4. Are You Still Dying Darling
5. El Dia De Los Muertos
6. Sunless
7. Staring Back
8. Return
9. Spiral Twist
10. Sea of Light
11. I Could Be Again
12. Hothead
13. B Side Ourselves
14. Swimming Horses (live 1991, version acoustique)
15. All Tomorrow's Parties
16. Hang Me High
17. Black Sun

### CD 4 (The ThornEP)
1. Overground
2. Voices (on the Air)
3. Placebo Effect
4. Red Over White